# Head-On
Pour plus de détails, voir Fiche technique et Distribution.
Head-On (Gegen die Wand) est un film turco-allemand réalisé par Fatih Akın, sorti en 2004. Ce film fut récompensé par un Ours d'or à la Berlinale 2004.

## Synopsis
Cahit, un quadragénaire allemand d'origine turque, post-punk et désœuvré, ne réussit pas à oublier le décès de sa femme. Depuis des années il sombre dans l'alcool et la dépression. Après une tentative de suicide, il se retrouve à l'hôpital, où une jeune femme, Sibel, elle aussi d'origine turque, vient également de commettre une tentative de suicide pour échapper à la pression de son père. Par chantage, elle réussit à convaincre Cahit de l'épouser pour l'extraire de sa famille sans que ce soit un engagement de cœur ou de corps. Sibel est jeune, libre, veut vivre pleinement sa vie, et rencontrer des hommes. Ce qu'elle fait. Cahit reprend toutefois, aux côtés de Sibel, goût à la vie et progressivement tombe amoureux d'elle. Sibel, de même, commence à regarder son époux officiel différemment. À la suite d'une dispute dans un bar et à des insultes sur sa femme, Cahit tue par accident un homme. Il est emprisonné et Sibel et sa famille sont déshonorés. Elle fuit en Turquie pour échapper à la vengeance familiale, tout en jurant à Cahit de lui rester fidèle. Après quelques années Cahit sort de prison et veut retrouver Sibel, dont le souvenir lui a permis de passer l'épreuve. Il part en Turquie et réussit à la joindre. Cependant Sibel a refait sa vie, et a maintenant une petite fille de quelques années.

## Fiche technique
- Titre : Head-On
- Titre original : Gegen die Wand
- Réalisation : Fatih Akın
- Scénario : Fatih Akın
- Production : Stefan Schubert et Ralph Schwingel
- Photographie : Rainer Klausmann
- Montage : Andrew Bird
- Décors : Tamo Kunz
- Costumes : Katrin Aschendorf
- Pays d'origine :  Allemagne et  Turquie
- Langues originales : allemand, turc et anglais
- Format : Couleurs - 1,85:1 - Dolby Surround - 35 mm
- Genre : Drame et romance
- Durée : 120 minutes
- Dates de sortie :
  -  Allemagne : 12 février 2004 (Festival de Berlin), 11 mars 2004 (sortie nationale)
  -  Turquie : 19 mars 2004
  -  France : 17 mai 2004 (Festival de Cannes), 21 juillet 2004 (sortie nationale)
  -  Belgique : 22 septembre 2004
- Film interdit aux moins de 12 ans lors de sa sortie en France

## Distribution
- Birol Ünel (VF : Joël Zaffarano) : Cahit Tomruk
- Sibel Kekilli (VF : Chloé Berthier) : Sibel Güner
- Catrin Striebeck : Maren
- Meltem Cumbul : Selma, la cousine
- Demir Gökgöl : Yunus Güner (le père)
- Cem Akın : Yılmaz Güner (le frère)
- Aysel Iscan : Birsen Güner (la mère)
- Stefan Gebelhoff : Nico
- Hermann Lause : Dr. Schiller

## Distinctions
- Ours d'or au Berlinale 2004.
- Meilleur film européen au prix du cinéma européen 2004.
- Golden Camera 300 lors du Festival des frères Manaki 2004.
- Prix Humanum 2004 de l'UPCB / UBFP - Union de la presse cinématographique belge
- Meilleur film de langue étrangère - National Society of Film Critics 2005.
- Goya du meilleur film européen en 2005